# Notadusta punctata
Ransoniella punctata, tên tiếng Anh: brown-spotted cowry, là một loài ốc biển, là động vật thân mềm chân bụng sống ở biển trong họ Cypraeidae, họ ốc sứ

## Phụ loài
- Ransoniella punctata atomaria (Gmelin, J.F., 1791) [2]
- Ransoniella punctata berinii (Dautzenberg, Ph., 1906) [3]
- Ransoniella punctata bulbosa Dolin, L., 2007 [4]
- Ransoniella punctata iredalei (Schilder, F.A. & M. Schilder, 1938) [5]
- Ransoniella punctata meyeri Dolin, L., 2007 [6]
- Ransoniella punctata persticta (Iredale, T., 1939) [7]
- Ransoniella punctata radiosa Dolin, L., 2007 [8]
- Ransoniella punctata trizonata (Sowerby, G.B. III, 1870) [9]

## Phân bố
Chúng phân bố ở Biển Đỏ và ở Ấn Độ Dương dọc theo Chagos, Kenya, Madagascar, vùng bể Mascarene, Mauritius, Mozambique, Réunion, Seychelles, Somalia và Tanzania và dọc theo Úc